# 1361 Leuschneria
Leuschneria (asteróide 1361) é um asteróide da cintura principal com um diâmetro de 30,25 quilómetros, a 2,700973 UA. Possui uma excentricidade de 0,1245217 e um período orbital de 1 979,29 dias (5,42 anos).
Leuschneria tem uma velocidade orbital média de 16,95724645 km/s e uma inclinação de 21,58227º.
Esse asteróide foi descoberto em 30 de Agosto de 1935 por Eugène Delporte.